# 6176 Horrigan
6176 Horrigan è un asteroide della fascia principale. Scoperto nel 1985, presenta un'orbita caratterizzata da un semiasse maggiore pari a 2,2525686 UA e da un'eccentricità di 0,1541574, inclinata di 5,66559° rispetto all'eclittica.
L'asteroide è dedicato all'attrice americana Barbara Llewellyn Horrigan.